# لیگ قهرمانان اروپا ۲۱–۲۰۲۰
لیگ قهرمانان اروپا فصل ۲۰۲۱–۲۰۲۰، شصت و ششمین فصل از سطح اول مسابقات باشگاه‌هایی فوتبال اروپا، برگزار شده توسط یوفا است؛ که باشگاه فوتبال چلسی قهرمانی فصل مذکور را تحت هدایت توماس توخل که از نیم فصل به این تیم اضافه شده بود، کسب کرد و همچنین باشگاه فوتبال منچستر سیتی با هدایت پپ گواردیولا به نایب قهرمانی این فصل لیگ قهرمانان رسید.
فینال این فصل لیگ قهرمانان ابتدا قرار بود در ورزشگاه المپیک آتاترک، استانبول، ترکیه برگزار شود ولی به علت افزایش دنیاگیری کووید-۱۹ در ترکیه و عدم امکان حضور تماشاگران، با رای یوفا، فینال لیگ قهرمانان در ورزشگاه دراگو، پورتو، پرتغال برگزار شد.
همچنین گل مهدی طارمی، بازیکن پورتو به چلسی در دور برگشتی یک چهارم نهایی در نظرسنجی وبسایت یوفا، به عنوان زیباترین گل این فصل لیگ قهرمانان اروپا از نظر کاربران انتخاب شد.

## سهمیه‌بندی فدراسیون‌ها
در مجموع ۷۹ تیم از ۵۴ فدراسیون ۵۵ عضو یوفا در لیگ قهرمانان اروپا ۲۱–۲۰۲۰ شرکت می‌کنند (به غیر از لیختن اشتاین، که لیگ داخلی برگزار نمی‌کند). از ضریب یوفا برای رتبه‌بندی فدراسیون کشورها استفاده می‌شود تا تعداد تیم‌های شرکت کننده از هر فدراسیون مشخص شود:
- فدراسیون‌های ۱–۴ هر کدام دارای چهار تیم واجد شرایط هستند.
- فدراسیون‌های ۵–۶ هر کدام دارای سه تیم واجد شرایط هستند.
- فدراسیون‌های ۷–۱۵ هر کدام دارای دو تیم واجد شرایط هستند.
- فدراسیون‌های ۱۶–۵۵ (به جز لیختن اشتاین) هر یک دارای یک تیم واجد شرایط هستند.
- اگر قهرمانان لیگ قهرمانان اروپا ۲۰–۲۰۱۹ و لیگ اروپا ۲۰–۲۰۱۹ از طریق لیگ‌های داخلی خود به لیگ قهرمانان اروپا ۲۱–۲۰۲۰ راه پیدا نکنند، یک سهمیه اضافی به آنها اختصاص داده می‌شود. با این وجود دارندگان عناوین قهرمانی در لیگ قهرمانان و لیگ اروپا از طریق لیگ‌های داخلی خود واجد شرایط شدند، و در نتیجه دو ورودی اضافی برای این فصل در نظر گرفته نشد.

### رتبه‌بندی فدراسیون کشورها
برای لیگ قهرمانان اروپا ۲۱–۲۰۲۰، فدراسیون کشورها با توجه به ضریب یوفا در سال ۲۰۱۹، رتبه‌بندی می‌شوند و عملکرد آنها در مسابقات اروپایی از فصل ۱۵–۲۰۱۴ تا ۱۹–۲۰۱۸ برای این منظور در نظر گرفته می‌شود.
جدا از تخصیص سهمیه براساس ضرایب، ممکن است تیم‌های دیگری از فدراسیون‌ها در لیگ قهرمانان شرکت کنند، همان‌طور که در زیر ذکر شده‌است:
- (UCL) - جایگاه اضافی برای دارندگان عنوان قهرمانی لیگ قهرمانان اروپا
- (UEL) - جایگاه اضافی برای دارندگان عنوان قهرمانی لیگ اروپا

| رتبه | فدراسیون  | ضریب    | تیم‌ها | یادداشت |
| ---- | --------- | ------- | ----- | ------- |
| ۱    | اسپانیا   | ۱۰۳٫۵۶۹ | ۴     |         |
| ۲    | انگلستان  | ۸۵٫۴۶۲  | ۴     |         |
| ۳    | ایتالیا   | ۷۴٫۷۲۵  | ۴     |         |
| ۴    | آلمان     | ۷۱٫۹۲۷  | ۴     |         |
| ۵    | فرانسه    | ۵۸٫۴۹۸  | ۳     |         |
| ۶    | روسیه     | ۵۰٫۵۴۹  | ۳     |         |
| ۷    | پرتغال    | ۴۸٫۲۳۲  | ۲     |         |
| ۸    | بلژیک     | ۳۹٫۹۰۰  | ۲     |         |
| ۹    | اوکراین   | ۳۸٫۹۰۰  | ۲     |         |
| ۱۰   | ترکیه     | ۳۴٫۶۰۰  | ۲     |         |
| ۱۱   | هلند      | ۳۲٫۴۳۳  | ۲     |         |
| ۱۲   | اتریش     | ۳۱٫۲۵۰  | ۲     |         |
| ۱۳   | جمهوری چک | ۲۸٫۶۷۵  | ۲     |         |
| ۱۴   | یونان     | ۲۷٫۶۰۰  | ۲     |         |
| ۱۵   | کرواسی    | ۲۷٫۳۷۵  | ۲     |         |
| ۱۶   | دانمارک   | ۲۷٫۰۲۵  | ۱     |         |
| ۱۷   | سوئیس     | ۲۶٫۹۰۰  | ۱     |         |
| ۱۸   | قبرس      | ۲۴٫۹۲۵  | ۱     |         |
| ۱۹   | صربستان   | ۲۲٫۲۵۰  | ۱     |         |

| رتبه | فدراسیون         | ضریب   | تیم‌ها | یادداشت |
| ---- | ---------------- | ------ | ----- | ------- |
| ۲۰   | اسکاتلند         | ۲۲٫۱۲۵ | ۱     |         |
| ۲۱   | بلاروس           | ۲۱٫۸۷۵ | ۱     |         |
| ۲۲   | سوئد             | ۲۰٫۹۰۰ | ۱     |         |
| ۲۳   | نروژ             | ۲۰٫۲۰۰ | ۱     |         |
| ۲۴   | قزاقستان         | ۱۹٫۲۵۰ | ۱     |         |
| ۲۵   | لهستان           | ۱۹٫۲۵۰ | ۱     |         |
| ۲۶   | جمهوری آذربایجان | ۱۹٫۰۰۰ | ۱     |         |
| ۲۷   | اسرائیل          | ۱۸٫۶۲۵ | ۱     |         |
| ۲۸   | بلغارستان        | ۱۷٫۵۰۰ | ۱     |         |
| ۲۹   | رومانی           | ۱۵٫۹۵۰ | ۱     |         |
| ۳۰   | اسلواکی          | ۱۵٫۶۲۵ | ۱     |         |
| ۳۱   | اسلوونی          | ۱۵٫۰۰۰ | ۱     |         |
| ۳۲   | لیختن‌اشتاین      | ۱۳٫۵۰۰ | ۰     |         |
| ۳۳   | مجارستان         | ۱۰٫۵۰۰ | ۱     |         |
| ۳۴   | مقدونیه          | ۸٫۰۰۰  | ۱     |         |
| ۳۵   | مولداوی          | ۷٫۷۵۰  | ۱     |         |
| ۳۶   | آلبانی           | ۷٫۵۰۰  | ۱     |         |
| ۳۷   | ایرلند           | ۷٫۴۵۰  | ۱     |         |

| رتبه | فدراسیون        | ضریب  | تیم‌ها | یادداشت |
| ---- | --------------- | ----- | ----- | ------- |
| ۳۸   | فنلاند          | ۷٫۲۷۵ | ۱     |         |
| ۳۹   | ایسلند          | ۷٫۲۵۰ | ۱     |         |
| ۴۰   | بوسنی و هرزگوین | ۷٫۱۲۵ | ۱     |         |
| ۴۱   | لیتوانی         | ۶٫۷۵۰ | ۱     |         |
| ۴۲   | لتونی           | ۵٫۶۲۵ | ۱     |         |
| ۴۳   | لوکزامبورگ      | ۵٫۵۰۰ | ۱     |         |
| ۴۴   | ارمنستان        | ۵٫۲۵۰ | ۱     |         |
| ۴۵   | مالت            | ۵٫۱۲۵ | ۱     |         |
| ۴۶   | استونی          | ۵٫۰۰۰ | ۱     |         |
| ۴۷   | گرجستان         | ۴٫۷۵۰ | ۱     |         |
| ۴۸   | ولز             | ۴٫۱۲۵ | ۱     |         |
| ۴۹   | مونته‌نگرو       | ۴٫۱۲۵ | ۱     |         |
| ۵۰   | جزایر فارو      | ۴٫۰۰۰ | ۱     |         |
| ۵۱   | جبل طارق        | ۴٫۰۰۰ | ۱     |         |
| ۵۲   | ایرلند شمالی    | ۳٫۸۷۵ | ۱     |         |
| ۵۳   | کوزوو           | ۲٫۵۰۰ | ۱     |         |
| ۵۴   | آندورا          | ۱٫۸۳۱ | ۱     |         |
| ۵۵   | سان مارینو      | ۰٫۶۶۶ | ۱     |         |

### توزیع سهمیه
در جدول زیر توزیع سهمیه برای فدراسیون‌ها در این فصل قرار دارد.
|                                |                                 | تیم‌های ورودی در این مرحله | تیم‌های صعود کرده از دور قبل                                                                |
| ------------------------------ | ------------------------------- | --- | ------------------------------------------------------------------------------------------ |
| مرحله مقدماتی (۴ تیم)          | مرحله مقدماتی (۴ تیم)           | - ۴ تیم قهرمان از فدراسیون‌های ۵۲–۵۵ |                                                                                            |
| دور اول مرحله انتخابی (۳۴ تیم) | دور اول مرحله انتخابی (۳۴ تیم)  | - ۳۳ تیم قهرمان از فدراسیون‌های ۱۸–۵۱ (به جز لیختن اشتاین)                                                                                            | - ۱ برنده مرحله مقدماتی                                                                    |
| دور دوم مرحله انتخابی          | از طریق قهرمانی در لیگ (۲۰ تیم) | - ۳ تیم قهرمان از فدراسیون‌های ۱۵–۱۷ | - ۱۷ برنده دور اول مرحله انتخابی                                                           |
| دور دوم مرحله انتخابی          | از طریق لیگ داخلی (۶ تیم)       | - ۶ تیم نایب-قهرمان از فدراسیون‌های ۱۰–۱۵ |                                                                                            |
| دور سوم مرحله انتخابی          | از طریق قهرمانی در لیگ (۱۰ تیم) | | - ۱۰ تیم برنده دور دوم مرحله انتخابی (از طریق قهرمانی در لیگ)                              |
| دور سوم مرحله انتخابی          | از طریق لیگ داخلی (۶ تیم)       | - ۳ تیم نایب-قهرمان از فدراسیون‌های ۷–۹ | - ۳ تیم برنده دور دوم مرحله انتخابی (از طریق لیگ داخلی)                                    |
| مرحله پلی آف                   | از طریق قهرمانی در لیگ (۸ تیم)  | - ۳ تیم قهرمان از فدراسیون‌های ۱۲–۱۴ | - ۵ تیم برنده از دور سوم مرحله انتخابی (از طریق قهرمانی در لیگ)                            |
| مرحله پلی آف                   | از طریق لیگ داخلی (۴ تیم)       | - ۱ تیم رتبه سوم از فدراسیون ۶ | - ۳ تیم برنده از دور سوم مرحله انتخابی (از طریق لیگ داخلی)                                 |
| مرحله گروهی (۳۲ تیم)           | مرحله گروهی (۳۲ تیم)            | - ۱۱ تیم قهرمان از فدراسیون‌های ۱–۱۱ - ۶ تیم نایب-قهرمان از فدراسیون‌های ۱–۶ - ۵ تیم رتبه سوم از فدراسیون‌های ۱–۵ - ۴ تیم رتبه چهارم از فدراسیون‌های ۱–۴ | - ۴ برنده مرحله پلی آف (از طریق قهرمانی در لیگ) - ۲ برنده مرحله پلی آف (از طریق لیگ داخلی) |
| مرحله حذفی (۱۶ تیم)            | مرحله حذفی (۱۶ تیم)             | | - ۸ تیم اول از مرحله گروهی - ۸ تیم دوم از مرحله گروهی                                      |

### تیم‌ها
در اوایل آوریل ۲۰۲۰، یوفا اعلام کرد که به دلیل بیماری همه گیر COVID-19 در اروپا، مهلت ورود به مسابقات تا اطلاع ثانوی به تعویق افتاده‌است. یوفا همچنین نامه ای را به همه اتحادیه‌های عضو ارسال کرد که لیگ‌های داخلی باید به‌طور کامل و بدون پایان زودرس به پایان برسند تا بتوانند در مسابقات اروپا شرکت کنند. یوفا پس از دیدار با ۵۵ انجمن یوفا در ۲۱ آوریل ۲۰۲۰، به آنها توصیه کرد مسابقات لیگ برتر و جام حذفی داخلی را تمام کنند، اگرچه در موارد خاص که امکان‌پذیر نیست، یوفا در صورت وجود دستورالعملهای مربوط به شرکت در مسابقات باشگاهی خود را تدوین می‌کند. لیگ یا جام حذفی را لغو کرد. پس از جلسه کمیته اجرایی یوفا در ۲۳ آوریل ۲۰۲۰، یوفا اعلام کرد که اگر یک رقابت داخلی به دلایل موجه مطابق با شرایط مرتبط با بهداشت عمومی یا مشکلات اقتصادی به پایان برسد، انجمن‌های ملی مربوط موظفند تیم‌های شرکت کننده خود را برای سال ۲۰۲۰ انتخاب کنند. –۲۱ رقابت‌های باشگاه یوفا بر اساس شایستگی ورزشی در مسابقات داخلی ۲۰۱۹–۲۰، و یوفا حق دارد این حق را برای خود محفوظ نگه دارد اگر یوفا فسخ خاتمه مسابقات را مشروعیت ندانست یا روش انتخاب هدفمند، شفاف و غیر تبعیض آمیز نباشد، یا این تیم توسط عموم مردم به عنوان ناعادلانه بودن درک می‌شود. یک رقابت داخلی معلق نیز ممکن است با فرمت متفاوت از نسخه اصلی به روشی بازگردد که باز هم صلاحیت شایستگی ورزشی را تسهیل کند. تمام لیگ‌ها باید تا ۲۵ مه ۲۰۲۰ با یوفا ارتباط برقرار کنند، آیا قصد دارند رقابت‌های خود را از سر بگیرند، اما این مهلت بعداً تمدید شد. در ۱۷ ژوئن ۲۰۲۰، یوفا اعلام کرد که انجمن‌ها باید تا ۳ اوت ۲۰۲۰ وارد تیم‌های خود شوند.

## تاریخ بازی‌ها و قرعه کشی
برنامه‌های این رقابت به شرح زیر است (کلیه قرعه کشی‌ها بجز مواردی که ذکر می‌شوند در دفتر مرکزی یوفا در نیون، سوئیس برگزار می‌شود)
| مرحله       | دور             | تاریخ قرعه کشی     | بازی رفت                                        | بازی برگشت                                      |
| ----------- | --------------- | ------------------ | ----------------------------------------------- | ----------------------------------------------- |
| انتخابی     | دور مقدماتی     | ۱۷ ژوئیه ۲۰۲۰      | ۸ اوت ۲۰۲۰ (دور نیمه نهایی)                     | ۱۱ اوت ۲۰۲۰ (دور نهایی)                         |
| انتخابی     | دور اول انتخابی | ۹ اوت۲۰۲۰          | ۱۸–۱۹ اوت ۲۰۲۰                                  | ۱۸–۱۹ اوت ۲۰۲۰                                  |
| انتخابی     | دور دوم انتخابی | ۱۰ اوت۲۰۲۰         | ۲۵–۲۶ اوت ۲۰۲۰                                  | ۲۵–۲۶ اوت ۲۰۲۰                                  |
| انتخابی     | دور سوم انتخابی | ۳۱ اوت۲۰۲۰         | ۱۵–۱۶ سپتامبر ۲۰۲۰                              | ۱۵–۱۶ سپتامبر ۲۰۲۰                              |
| پلی آف      | دور پلی آف      | ۱ سپتامبر ۲۰۲۰     | ۲۲–۲۳ سپتامبر ۲۰۲۰                              | ۲۹–۳۰ سپتامبر ۲۰۲۰                              |
| مرحله گروهی | هفته ۱          | ۱ اکتبر ۲۰۲۰ (ژنو) | ۲۰–۲۱ اکتبر ۲۰۲۰                                | ۲۰–۲۱ اکتبر ۲۰۲۰                                |
| مرحله گروهی | هفته ۲          | ۱ اکتبر ۲۰۲۰ (ژنو) | ۲۷–۲۸ اکتبر ۲۰۲۰                                | ۲۷–۲۸ اکتبر ۲۰۲۰                                |
| مرحله گروهی | هفته ۳          | ۱ اکتبر ۲۰۲۰ (ژنو) | ۳–۴ نوامبر ۲۰۲۰                                 | ۳–۴ نوامبر ۲۰۲۰                                 |
| مرحله گروهی | هفته ۴          | ۱ اکتبر ۲۰۲۰ (ژنو) | ۲۴–۲۵ نوامبر ۲۰۲۰                               | ۲۴–۲۵ نوامبر ۲۰۲۰                               |
| مرحله گروهی | هفته ۵          | ۱ اکتبر ۲۰۲۰ (ژنو) | ۱–۲ دسامبر ۲۰۲۰                                 | ۱–۲ دسامبر ۲۰۲۰                                 |
| مرحله گروهی | هفته ۶          | ۱ اکتبر ۲۰۲۰ (ژنو) | ۸–۹ دسامبر ۲۰۲۰                                 | ۸–۹ دسامبر ۲۰۲۰                                 |
| مرحله حذفی  | یک‌هشتم نهایی    | ۱۴ دسامبر ۲۰۲۰     | ۱۶–۱۷ و ۲۳–۲۴ فوریه ۲۰۲۱                        | ۹–۱۰ و ۱۶–۱۷ مارس۲۰۲۱                           |
| مرحله حذفی  | یک چهارم نهایی  | ۱۹ مارس ۲۰۲۱       | ۶–۷ آوریل ۲۰۲۱                                  | ۱۳–۱۴ آوریل ۲۰۲۱                                |
| مرحله حذفی  | نیمه نهایی      | ۱۹ مارس ۲۰۲۱       | ۲۷–۲۸ آوریل ۲۰۲۱                                | ۴–۵ می ۲۰۲۱                                     |
| مرحله حذفی  | فینال           | ۱۹ مارس ۲۰۲۱       | ۲۹ می ۲۰۲۱ در ورزشگاه المپیک آتاترک در استانبول | ۲۹ می ۲۰۲۱ در ورزشگاه المپیک آتاترک در استانبول |

## نحوه برگزاری
در هر گروه، تیم‌ها به صورت رقابت‌های دوره‌ای با یکدیگر دیدار می‌کنند و تیم اول و دوم هر گروه به مرحلهٔ حذفی، یعنی مرحله یک‌هشتم نهایی صعود می‌کند. تیم سوم هر گروه نیز به مرحلهٔ یک‌شانزدهم نهایی لیگ اروپا ۲۱–۲۰۲۰ راه می‌یابد.

### نکات
تیمها بر اساس امتیازهای کسب‌شده (۳ امتیاز برای هر برد، ۱ امتیاز برای هر تساوی، ۰ امتیاز برای باخت) رتبه‌بندی می‌شوند. اگر امتیازها برابر باشند، برای تعیین رتبه‌بندی از معیارهای پیروزی زیر، به ترتیب مشخص شده استفاده می‌شود (ماده ۱۷٫۰۱ آئین‌نامه):
1. امتیاز کسب شده در مسابقات رو در رو، در بین تیم‌های با امتیاز برابر.
2. تفاضل گل در مسابقات رو در رو در بین تیم‌های با امتیاز برابر.
3. گل زده در مسابقات رو در رو در بین تیم‌های با امتیاز برابر.
4. گل زده در خانه حریف در بازی‌های رو در رو در بین تیم‌های با امتیاز برابر.
5. اگر بیش از دو تیم امتیاز برابر داشتند، و پس از اعمال تمام معیارهای بالا، هنوز شرایط برابر حاکم باشد، تمام معیارهای رو در روی بالا به صورت انحصاری برای این زیر مجموعه از تیم‌ها اعمال می‌شوند.
6. تفاضل گل در تمام مسابقات گروهی.
7. گل زده در تمام مسابقات گروهی.
8. گل زده در خانه حریف در همه مسابقات گروهی.
9. تعداد برد در همه مسابقات گروهی.
10. تعداد برد خارج از خانه در همه مسابقات گروهی.
11. امتیازهای انضباطی (کارت قرمز = ۳ امتیاز، کارت زرد = ۱ امتیاز، اخراج برای دو کارت زرد در هر مسابقه = ۳ امتیاز).
12. ضریب یوفا.

## مرحله مقدماتی
قرعه کشی مرحله مقدماتی در ۱۷ ژوئیه ۲۰۲۰، ساعت ۱۲:۰۰ CEST برگزار شد.

مرحله نیمه نهایی به تاریخ ۸ اوت و در ورزشگاه کولوفری شهر نیون سوئیس برگزار شد. قرار بود فینال در همان محل و به تاریخ ۱۱ اوت برگزار شود اما این مسابقه به دلیل قرار گرفتن بازیکنان دریتا در قرنطینه پس از مثبت شدن آزمایش دو بازیکن این تیم از نظر کرونا ویروس SARS-۲ لغو شد و لینفیلد با نتیجه ۳–۰ پیروز این بازی اعلام شد.
| تیم ۱     | نتیجه | تیم ۲         |
| --------- | ----- | ------------- |
| تره فیوری | ۰–۲   | لینفیلد       |
| دریتا     | ۲–۱   | اینتر اسکالدز |

| تیم ۱ | نتیجه      | تیم ۲   |
| ----- | ---------- | ------- |
| دریتا | ۰–۳ (پ. ف) | لینفیلد |

1. ↑  فینال دور مقدماتی بین دریتا و لینفیلد که در ابتدا قرار بود در ۱۱ اوت ۲۰۲۰ برگزار شود، به دلیل مثبت بودن آزمایش دو بازیکن دریتا برای کروناویروس سندرم حاد تنفسی ۲ و قرار گرفتن کل تیم در قرنطینه توسط مقامات سوئیس انجام نشد.[۱۶][۱۷] متعاقباً طبق مقررات مربوط به کووید-۱۹، توسط یوفا به لینفیلد یک پیروزی فنی ۳–۰ اعطا شد.[۱۸][۱۹]

بازندگان در هر دو مرحله نیمه نهایی و فینال به مرحله دوم مقدماتی لیگ اروپا ۲۱–۲۰۲۰ راه یافتند.

## مرحله گروهی

### گروه A
| رتبه | تیم             | بازی | ب | م | ش | گ‌ز | گ‌خ | ام | راه‌یابی             |
| ---- | --------------- | ---- | - | - | - | -- | -- | -- | ------------------- |
| ۱    | بایرن مونیخ     | ۶    | ۵ | ۱ | ۰ | ۱۸ | ۵  | ۱۶ | صعود به مرحله حذفی  |
| ۲    | اتلتیکو مادرید  | ۶    | ۲ | ۳ | ۱ | ۷  | ۸  | ۹  | صعود به مرحله حذفی  |
| ۳    | ردبول زالتسبورگ | ۶    | ۱ | ۱ | ۴ | ۱۰ | ۱۷ | ۴  | انتقال به لیگ اروپا |
| ۴    | لوکوموتیو مسکو  | ۶    | ۰ | ۳ | ۳ | ۵  | ۱۰ | ۳  |                     |

### گروه B
| رتبه | تیم                 | بازی | ب | م | ش | گ‌ز | گ‌خ | ام | راه‌یابی             |
| ---- | ------------------- | ---- | - | - | - | -- | -- | -- | ------------------- |
| ۱    | رئال مادرید         | ۶    | ۳ | ۱ | ۲ | ۱۱ | ۹  | ۱۰ | صعود به مرحله حذفی  |
| ۲    | بروسیا مونشن‌گلادباخ | ۶    | ۲ | ۲ | ۲ | ۱۶ | ۹  | ۸  | صعود به مرحله حذفی  |
| ۳    | شاختار دونتسک       | ۶    | ۲ | ۲ | ۲ | ۵  | ۱۲ | ۸  | انتقال به لیگ اروپا |
| ۴    | اینتر میلان         | ۶    | ۱ | ۳ | ۲ | ۷  | ۹  | ۶  |                     |

### گروه C
| رتبه | تیم         | بازی | ب | م | ش | گ‌ز | گ‌خ | ام | راه‌یابی             |
| ---- | ----------- | ---- | - | - | - | -- | -- | -- | ------------------- |
| ۱    | منچستر سیتی | ۶    | ۵ | ۱ | ۰ | ۱۳ | ۱  | ۱۶ | صعود به مرحله حذفی  |
| ۲    | پورتو       | ۶    | ۴ | ۱ | ۱ | ۱۰ | ۱۳ | ۱۳ | صعود به مرحله حذفی  |
| ۳    | المپیاکوس   | ۶    | ۱ | ۰ | ۵ | ۲  | ۱۰ | ۳  | انتقال به لیگ اروپا |
| ۴    | مارسی       | ۶    | ۱ | ۰ | ۵ | ۲  | ۱۳ | ۳  |                     |

### گروه D
| رتبه | تیم      | بازی | ب | م | ش | گ‌ز | گ‌خ | ام | راه‌یابی             |
| ---- | -------- | ---- | - | - | - | -- | -- | -- | ------------------- |
| ۱    | لیورپول  | ۶    | ۴ | ۱ | ۱ | ۱۰ | ۳  | ۱۳ | صعود به مرحله حذفی  |
| ۲    | آتالانتا | ۶    | ۳ | ۲ | ۱ | ۱۰ | ۸  | ۱۱ | صعود به مرحله حذفی  |
| ۳    | آژاکس    | ۶    | ۲ | ۱ | ۳ | ۷  | ۷  | ۷  | انتقال به لیگ اروپا |
| ۴    | میدتلند  | ۶    | ۰ | ۲ | ۴ | ۴  | ۱۳ | ۲  |                     |

### گروه E
| رتبه | تیم       | بازی | ب | م | ش | گ‌ز | گ‌خ | ام | راه‌یابی             |
| ---- | --------- | ---- | - | - | - | -- | -- | -- | ------------------- |
| ۱    | چلسی      | ۶    | ۴ | ۲ | ۰ | ۱۴ | ۲  | ۱۴ | صعود به مرحله حذفی  |
| ۲    | سویا      | ۶    | ۴ | ۱ | ۱ | ۹  | ۸  | ۱۳ | صعود به مرحله حذفی  |
| ۳    | کراسنودار | ۶    | ۱ | ۲ | ۳ | ۶  | ۱۱ | ۵  | انتقال به لیگ اروپا |
| ۴    | رن        | ۶    | ۰ | ۱ | ۵ | ۳  | ۱۱ | ۱  |                     |

### گروه F
| رتبه | تیم              | بازی | ب | م | ش | گ‌ز | گ‌خ | ام | راه‌یابی             |
| ---- | ---------------- | ---- | - | - | - | -- | -- | -- | ------------------- |
| ۱    | بروسیا دورتموند  | ۶    | ۴ | ۱ | ۱ | ۱۲ | ۵  | ۱۳ | صعود به مرحله حذفی  |
| ۲    | لاتزیو           | ۶    | ۲ | ۴ | ۰ | ۱۱ | ۷  | ۱۰ | صعود به مرحله حذفی  |
| ۳    | کلوب بروژ        | ۶    | ۲ | ۲ | ۲ | ۸  | ۱۰ | ۸  | انتقال به لیگ اروپا |
| ۴    | زنیت سن پترزبورگ | ۶    | ۰ | ۱ | ۵ | ۴  | ۱۳ | ۱  |                     |

### گروه G
| رتبه | تیم        | بازی | ب | م | ش | گ‌ز | گ‌خ | ام | راه‌یابی             |
| ---- | ---------- | ---- | - | - | - | -- | -- | -- | ------------------- |
| ۱    | یوونتوس    | ۶    | ۵ | ۰ | ۱ | ۱۴ | ۴  | ۱۵ | صعود به مرحله حذفی  |
| ۲    | بارسلونا   | ۶    | ۵ | ۰ | ۱ | ۱۶ | ۵  | ۱۵ | صعود به مرحله حذفی  |
| ۳    | دینامو کیف | ۶    | ۱ | ۱ | ۴ | ۴  | ۱۳ | ۴  | انتقال به لیگ اروپا |
| ۴    | فرنس‌واروش  | ۶    | ۰ | ۱ | ۵ | ۵  | ۱۷ | ۱  |                     |

### گروه H
| رتبه | تیم            | بازی | ب | م | ش | گ‌ز | گ‌خ | ام | راه‌یابی             |
| ---- | -------------- | ---- | - | - | - | -- | -- | -- | ------------------- |
| ۱    | پاری سن-ژرمن   | ۶    | ۴ | ۰ | ۲ | ۱۳ | ۶  | ۱۲ | صعود به مرحله حذفی  |
| ۲    | لایپزیگ        | ۶    | ۴ | ۰ | ۲ | ۱۱ | ۱۲ | ۱۲ | صعود به مرحله حذفی  |
| ۳    | منچستر یونایتد | ۶    | ۳ | ۰ | ۳ | ۱۵ | ۱۰ | ۹  | انتقال به لیگ اروپا |
| ۴    | باشاک‌شهیر      | ۶    | ۱ | ۰ | ۵ | ۷  | ۱۸ | ۳  |                     |

## مرحله حذفی
در مرحلهٔ حذفی، تیم‌ها در بازی‌های رفت و برگشت به مصاف هم می‌روند به غیر از بازی فینال که تک‌بازی است.
قوانین قرعه‌کشی این مرحله به این شرح است:
- در دور یک‌هشتم نهایی، تیم‌های اول هر گروه در بازی برگشت میزبان خواهند بود؛ همچنین تیم‌هایی که در یک گروه قرار دارند یا از یک کشور هستند، به هم نمی‌خورند.
- در دور یک‌چهارم به بعد، هیچ سیدبندی‌ای وجود ندارد و احتمال رویارویی هر تیمی با تیم دیگر وجود دارد.

### نمودار حذفی
|  | یک‌هشتم         | یک‌هشتم          | یک‌هشتم | یک‌هشتم |   |             | یک‌چهارم | یک‌چهارم | یک‌چهارم | یک‌چهارم |  |              | نیمه‌نهایی | نیمه‌نهایی | نیمه‌نهایی | نیمه‌نهایی |             |   | فینال (ورزشگاه دراگو) | فینال (ورزشگاه دراگو) |
|  |                |                 |        |        |   |             |         |         |         |         |  |              |           |           |           |           |             |   |                       |                       |
|  | لاتزیو         | ۱               | ۱      | ۲      |   |             |         |         |         |         |  |              |           |           |           |           |             |   |                       |                       |
|  | بایرن مونیخ    | ۴               | ۲      | ۶      |   |             |         |         |         |         |  |              |           |           |           |           |             |   |                       |                       |
|  | بایرن مونیخ    | ۴               | ۲      | ۶      |   | بایرن مونیخ | ۲       | ۱       | ۳       |         |  |              |           |           |           |           |             |   |                       |                       |
|  |                |                 |        |        |   | بایرن مونیخ | ۲       | ۱       | ۳       |         |  |              |           |           |           |           |             |   |                       |                       |
|  |                | پاری سن-ژرمن    | ۳      | ۰      | ۳ |             |         |         |         |         |  |              |           |           |           |           |             |   |                       |                       |
|  | بارسلونا       | پاری سن-ژرمن    | ۳      | ۰      | ۳ | ۱           | ۱       | ۲       |         |         |  |              |           |           |           |           |             |   |                       |                       |
|  | بارسلونا       |                 |        |        |   | ۱           | ۱       | ۲       |         |         |  |              |           |           |           |           |             |   |                       |                       |
|  | پاریسن ژرمن    | ۴               | ۱      | ۵      |   |             |         |         |         |         |  |              |           |           |           |           |             |   |                       |                       |
|  | پاریسن ژرمن    | ۴               | ۱      | ۵      |   |             |         |         |         |         |  | پاری سن-ژرمن | ۱         | ۰         | ۱         |           |             |   |                       |                       |
|  |                |                 |        |        |   |             |         |         |         |         |  | پاری سن-ژرمن | ۱         | ۰         | ۱         |           |             |   |                       |                       |
|  |                | منچستر سیتی     | ۲      | ۲      | ۴ |             |         |         |         |         |  |              |           |           |           |           |             |   |                       |                       |
|  | مونشن‌گلادباخ   | منچستر سیتی     | ۲      | ۲      | ۴ | ۰           | ۰       | ۰       |         |         |  |              |           |           |           |           |             |   |                       |                       |
|  | مونشن‌گلادباخ   |                 |        |        |   | ۰           | ۰       | ۰       |         |         |  |              |           |           |           |           |             |   |                       |                       |
|  | منچستر سیتی    | ۲               | ۲      | ۴      |   |             |         |         |         |         |  |              |           |           |           |           |             |   |                       |                       |
|  | منچستر سیتی    | ۲               | ۲      | ۴      |   | منچستر سیتی | ۲       | ۲       | ۴       |         |  |              |           |           |           |           |             |   |                       |                       |
|  |                |                 |        |        |   | منچستر سیتی | ۲       | ۲       | ۴       |         |  |              |           |           |           |           |             |   |                       |                       |
|  |                | بروسیا دورتموند | ۱      | ۱      | ۲ |             |         |         |         |         |  |              |           |           |           |           |             |   |                       |                       |
|  | سویا           | بروسیا دورتموند | ۱      | ۱      | ۲ | ۲           | ۲       | ۴       |         |         |  |              |           |           |           |           |             |   |                       |                       |
|  | سویا           |                 |        |        |   | ۲           | ۲       | ۴       |         |         |  |              |           |           |           |           |             |   |                       |                       |
|  | دورتموند       | ۳               | ۲      | ۵      |   |             |         |         |         |         |  |              |           |           |           |           |             |   |                       |                       |
|  | دورتموند       | ۳               | ۲      | ۵      |   |             |         |         |         |         |  |              |           |           |           |           | منچستر سیتی | ۰ |                       |                       |
|  |                |                 |        |        |   |             |         |         |         |         |  |              |           |           |           |           |             | ۰ |                       |                       |
|  |                | چلسی            | ۱      |        |   |             |         |         |         |         |  |              |           |           |           |           |             |   |                       |                       |
|  | آتالانتا       | چلسی            | ۱      | ۰      | ۱ | ۱           |         |         |         |         |  |              |           |           |           |           |             |   |                       |                       |
|  | آتالانتا       |                 |        | ۰      | ۱ | ۱           |         |         |         |         |  |              |           |           |           |           |             |   |                       |                       |
|  | رئال مادرید    | ۱               | ۳      | ۴      |   |             |         |         |         |         |  |              |           |           |           |           |             |   |                       |                       |
|  | رئال مادرید    | ۱               | ۳      | ۴      |   | رئال مادرید | ۳       | ۰       | ۳       |         |  |              |           |           |           |           |             |   |                       |                       |
|  |                |                 |        |        |   | رئال مادرید | ۳       | ۰       | ۳       |         |  |              |           |           |           |           |             |   |                       |                       |
|  |                | لیورپول         | ۱      | ۰      | ۱ |             |         |         |         |         |  |              |           |           |           |           |             |   |                       |                       |
|  | لایپزیگ        | لیورپول         | ۱      | ۰      | ۱ | ۰           | ۰       | ۰       |         |         |  |              |           |           |           |           |             |   |                       |                       |
|  | لایپزیگ        |                 |        |        |   | ۰           | ۰       | ۰       |         |         |  |              |           |           |           |           |             |   |                       |                       |
|  | لیورپول        | ۲               | ۲      | ۴      |   |             |         |         |         |         |  |              |           |           |           |           |             |   |                       |                       |
|  | لیورپول        | ۲               | ۲      | ۴      |   |             |         |         |         |         |  | رئال مادرید  | ۱         | ۰         | ۱         |           |             |   |                       |                       |
|  |                |                 |        |        |   |             |         |         |         |         |  | رئال مادرید  | ۱         | ۰         | ۱         |           |             |   |                       |                       |
|  |                | چلسی            | ۱      | ۲      | ۳ |             |         |         |         |         |  |              |           |           |           |           |             |   |                       |                       |
|  | پورتو (و.ا.)   | چلسی            | ۱      | ۲      | ۳ | ۲           | ۲       | ۴       |         |         |  |              |           |           |           |           |             |   |                       |                       |
|  | پورتو (و.ا.)   |                 |        |        |   | ۲           | ۲       | ۴       |         |         |  |              |           |           |           |           |             |   |                       |                       |
|  | یوونتوس        | ۱               | ۳      | ۴      |   |             |         |         |         |         |  |              |           |           |           |           |             |   |                       |                       |
|  | یوونتوس        | ۱               | ۳      | ۴      |   | پورتو       | ۰       | ۱       | ۱       |         |  |              |           |           |           |           |             |   |                       |                       |
|  |                |                 |        |        |   | پورتو       | ۰       | ۱       | ۱       |         |  |              |           |           |           |           |             |   |                       |                       |
|  |                | چلسی            | ۲      | ۰      | ۲ |             |         |         |         |         |  |              |           |           |           |           |             |   |                       |                       |
|  | اتلتیکو مادرید | چلسی            | ۲      | ۰      | ۲ | ۰           | ۰       | ۰       |         |         |  |              |           |           |           |           |             |   |                       |                       |
|  | اتلتیکو مادرید |                 |        |        |   | ۰           | ۰       | ۰       |         |         |  |              |           |           |           |           |             |   |                       |                       |
|  | چلسی           | ۱               | ۲      | ۳      |   |             |         |         |         |         |  |              |           |           |           |           |             |   |                       |                       |

### یک‌هشتم نهایی
| تیم ۱          | نتیجه‌نهایی | تیم ۲           | بازی رفت | بازی برگشت |
| -------------- | ---------- | --------------- | -------- | ---------- |
| لاتزیو         | ۲_۶        | بایرن مونیخ     | ۱_۴      | ۱_۲        |
| اتلتیکو مادرید | ۰_۳        | چلسی            | ۰_۱      | ۰_۲        |
| مونشن گلادباخ  | ۰_۴        | منچستر سیتی     | ۰_۲      | ۰_۲        |
| لایپزیگ        | ۰_۴        | لیورپول         | ۰_۲      | ۰_۲        |
| پورتو          | ۴*_۴       | یوونتوس         | ۲_۱      | ۲_۳        |
| بارسلونا       | ۲_۵        | پاری سن ژرمن    | ۱_۴      | ۱_۱        |
| سویا           | ۴_۵        | بروسیا دورتموند | ۲_۳      | ۲_۲        |
| آتالانتا       | ۱_۴        | رئال مادرید     | ۰_۱      | ۱_۳        |

### یک‌چهارم نهایی
| تیم ۱       | نتیجه‌نهایی | تیم ۲           | بازی رفت | بازی برگشت |
| ----------- | ---------- | --------------- | -------- | ---------- |
| بایرن مونیخ | ۳_۳*       | پاری سن ژرمن    | ۲_۳      | ۱_۰        |
| پورتو       | ۱_۲        | چلسی            | ۰_۲      | ۱_۰        |
| رئال مادرید | ۳_۱        | لیورپول         | ۳_۱      | ۰_۰        |
| منچستر سیتی | ۴_۲        | بروسیا دورتموند | ۲_۱      | ۲_۱        |

### نیمه‌نهایی
| تیم ۱        | نتیجه‌نهایی | تیم ۲      | بازی رفت | بازی برگشت |
| ------------ | ---------- | ---------- | -------- | ---------- |
| پاری سن ژرمن | ۱–۴        | منچسترسیتی | ۱–۲      | ۰–۲        |
| رئال مادرید  | ۱–۳        | چلسی       | ۱–۱      | ۰–۲        |

### فینال
| تیم ۱ | نتیجه | تیم ۲       |
| ----- | ----- | ----------- |
| چلسی  | ۱–۰   | منچستر سیتی |

## آمار و ارقام

### بهترین گلزنان
| رتبه | بازیکن           | تیم                               | گل | دقیقه بازی |
| ---- | ---------------- | --------------------------------- | -- | ---------- |
| ۱    | ارلینگ هالند     | باشگاه فوتبال بروسیا دورتموند     | ۱۰ | ۷۰۵        |
| ۲    | کیلین ام‌باپه     | باشگاه فوتبال پاری سن-ژرمن        | ۸  | ۹۰۰        |
| ۳    | الیویه ژیرو      | باشگاه فوتبال چلسی                | ۶  | ۲۵۶        |
| ۳    | یوسف النصیری     | باشگاه فوتبال سویا                | ۶  | ۳۸۶        |
| ۳    | مارکوس رشفورد    | باشگاه فوتبال منچستر یونایتد      | ۶  | ۴۱۶        |
| ۳    | آلوارو موراتا    | باشگاه فوتبال یوونتوس             | ۶  | ۵۹۷        |
| ۳    | نیمار            | باشگاه فوتبال پاری سن-ژرمن        | ۶  | ۷۴۶        |
| ۳    | کریم بنزما       | باشگاه فوتبال رئال مادرید         | ۶  | ۷۵۲        |
| ۳    | محمد صلاح        | باشگاه فوتبال لیورپول             | ۶  | ۷۸۱        |
| ۴    | چیرو ایموبیله    | باشگاه ورزشی لاتزیو               | ۵  | ۴۱۷        |
| ۴    | روبرت لواندوفسکی | باشگاه فوتبال بایرن مونیخ         | ۵  | ۵۱۴        |
| ۴    | لیونل مسی        | باشگاه فوتبال بارسلونا            | ۵  | ۵۴۰        |
| ۴    | آلاسان پلئا      | باشگاه فوتبال بروسیا مونشن‌گلادباخ | ۵  | ۵۴۰        |
| ۴    | سرجیو اولیویرا   | باشگاه فوتبال پورتو               | ۵  | ۷۴۰        |

### بهترین پاسور
| رتبه | نام بازیکن     | نام تیم                           | تعداد پاس | دقایق بازی |
| ---- | -------------- | --------------------------------- | --------- | ---------- |
| ۱    | خوان کوادرادو  | باشگاه فوتبال یوونتوس             | ۶         | ۵۵۱        |
| ۲    | یزوا کیمیش     | باشگاه فوتبال بایرن مونیخ         | ۴         | ۶۱۷        |
| ۲    | کوین دی بروینه | باشگاه فوتبال منچستر سیتی         | ۴         | ۶۶۹        |
| ۲    | آنخل دی ماریا  | باشگاه فوتبال پاری سن-ژرمن        | ۴         | ۶۹۷        |
| ۵    | جیدون سانچو    | باشگاه فوتبال بروسیا دورتموند     | ۳         | ۳۸۶        |
| ۵    | آلاسان پلئا    | باشگاه فوتبال بروسیا مونشن‌گلادباخ | ۳         | ۵۴۰        |
| ۵    | دوشان تادیچ    | باشگاه فوتبال آژاکس آمستردام      | ۳         | ۵۴۰        |
| ۵    | کینگزلی کومان  | باشگاه فوتبال بایرن مونیخ         | ۳         | ۵۴۹        |
| ۵    | آنخلینیو       | باشگاه فوتبال لایپزیگ             | ۳         | ۶۲۷        |
| ۵    | توماس مولر     | باشگاه فوتبال بایرن مونیخ         | ۳         | ۶۳۲        |
| ۵    | نیمار          | باشگاه فوتبال پاری سن-ژرمن        | ۳         | ۷۴۶        |
| ۵    | کای هاورتز     | باشگاه فوتبال چلسی                | ۳         | ۷۸۸        |
| ۵    | کیلیان امباپه  | باشگاه فوتبال پاری سن-ژرمن        | ۳         | ۹۰۰        |
| ۵    | لوکا مودریچ    | باشگاه فوتبال رئال مادرید         | ۳         | ۹۱۱        |
| ۵    | فیل فودن       | باشگاه فوتبال منچستر سیتی         | ۳         | ۱۰۶۶       |

### ترکیب فصل
| پست      | نام بازیکن       | نام تیم                       |
| -------- | ---------------- | ----------------------------- |
| دروازبان | تیبو کورتوا      | باشگاه فوتبال رئال مادرید     |
| دروازبان | ادرسون مورائس    | باشگاه فوتبال منچستر سیتی     |
| دروازبان | ادوارد مندی      | باشگاه فوتبال چلسی            |
| دفاع     | سزار آزپیلیکوئتا | باشگاه فوتبال چلسی            |
| دفاع     | روبن دیاش        | باشگاه فوتبال منچستر سیتی     |
| دفاع     | مارکینیوس        | باشگاه فوتبال پاری سن-ژرمن    |
| دفاع     | آنتونیو رودیگر   | باشگاه فوتبال چلسی            |
| دفاع     | بن چیلول         | باشگاه فوتبال چلسی            |
| دفاع     | داوید آلابا      | باشگاه فوتبال بایرن مونیخ     |
| هافبک    | ژورژینیو         | باشگاه فوتبال چلسی            |
| هافبک    | میسون ماونت      | باشگاه فوتبال چلسی            |
| هافبک    | انگولو کانته     | باشگاه فوتبال چلسی            |
| هافبک    | کوین دی بروینه   | باشگاه فوتبال منچستر سیتی     |
| هافبک    | ایلکای گوندوغان  | باشگاه فوتبال منچستر سیتی     |
| هافبک    | لوکا مودریچ      | باشگاه فوتبال رئال مادرید     |
| هافبک    | سرجیو اولیویرا   | باشگاه فوتبال پورتو           |
| هافبک    | فیل فودن         | باشگاه فوتبال منچستر سیتی     |
| مهاجم    | ارلینگ هالند     | باشگاه فوتبال بروسیا دورتموند |
| مهاجم    | کیلیان امباپه    | باشگاه فوتبال پاری سن-ژرمن    |
| مهاجم    | روبرت لواندوفسکی | باشگاه فوتبال بایرن مونیخ     |
| مهاجم    | کریم بنزما       | باشگاه فوتبال رئال مادرید     |
| مهاجم    | نیمار            | باشگاه فوتبال پاری سن-ژرمن    |
| مهاجم    | لیونل مسی        | باشگاه فوتبال بارسلونا        |

## قهرمان
| قهرمان لیگ قهرمانان اروپا ۲۰۲۲-۲۰۲۱ |
| ----------------------------------- |
| باشگاه فوتبال چلسی                  |
| دومین قهرمانی                       |